# Station Westbury
Westbury is een spoorwegstation van National Rail in Westbury, West Wiltshire in Engeland. Het station is eigendom van Network Rail en wordt beheerd door Great Western Railway. Het station is gebruikt in de film Green Street Hooligans, waarin dit station het station van Macclesfield moest voorstellen. 